# La Labor (Honduras)
La Labor («La Labor» por los pobladores muy laboriosos en las minas que había en este municipio) es un municipio del departamento de Ocotepeque en la República de Honduras.

## Toponimia
El origen de su nombre parece ser de sus primeros pobladores y trabajadores que había en las ricas minas. Eran muy laboriosos y le dieron el nombre de "La Labor".

## Límites
| Orientación | Límite                                           |
| ----------- | ------------------------------------------------ |
| Norte       | Municipio de Lucerna, Ocotepeque                 |
| Norte       | Municipio de Fraternidad, Ocotepeque             |
| Sur         | Municipio de San Francisco del Valle, Ocotepeque |
| Este        | Municipio de Sensenti, Ocotepeque                |
| Oeste       | Municipio de Sinuapa, Ocotepeque                 |

Está situado en el Valle de Sensenti, entre las estribaciones de la Cordillera del Merendón.

## Historia
En 1775, el municipio de La Labor fue fundado por pobladores de Sensenti que buscaban tierras para trabajar, se quedaron y le dieron su nombre ya que la gente era muy laboriosa.
En 1791, en el recuento de población de 1791 aparece formando parte del Curato de Sensenti.
En 1875, le dieron categoría de Municipio.
En 1926, era uno de los Distritos en que fue dividido el Departamento de Ocotepeque.

## Cultura
La Labor es un pueblo lleno de mucha cultura con distintas celebraciones tanto religiosas como civiles y gastronomía.

### Festividades
• Día de la Dignidad Laboreña: Celebrada el 14 de abril, se celebra la lucha y victoria de la defensa de sus derechos, la protección de los recursos naturales y la dignidad de la comunidad, asi como el rechazo de la minería en zonas protegidas.
• Festival del Maíz: Quizá la Festividad mas famosa del lugar, celebrada en octubre, se le rinde homenaje a este grano tan importante en la dieta de los laboreños, en ella se destaca la preparación de platillos derivados del maíz, hay elección de reyes del Festival y un desfile de carrozas adornadas con los diferentes derechos del maíz.
• Día de Finados: Celebrada el 2 de noviembre, en esta fecha las personas se van al cementerio donde adornan, restauran y embellecen las tumbas para dar respeto y recordar a sus seres queridos.
• Día de Casiano: En esta fecha, los jóvenes se disfrazan y van casa por casa pidiendo dinero o ayote casiano (Ayote en miel) y los más viejos preparan comidas típicas, al final del dia se explota un muñeco de trapo a escala real relleno de pirotécnicos al que apodan "Casiano".

### Gastronomía
En La Labor la gastronomía se ha modernizado sin embargo las comidas típicas como baleadas y ticucos se han mantenido presente en la dieta de los laboreños, algunos platillos destacados son:
• Baleadas: Plato consumido a nivel nacional, se trata de una tortilla de harina rellena de frijoles refritos, queso y mantequilla, muy popular como desayuno, cena y merienda.
• Pupusas: La Labor, al ser una zona Lenca-Chortí y cerca de la república de El Salvador, la pupusa se consume con mucha frecuencia.
• Ticucos: Platillo muy consumido en el Occidente de Honduras, es masa con frijoles enteros con especias y hierbas envueltas en tuza o hoja de maíz, muy popular para consumir a la hora del café.
• Sopa de Gallina India: Una preparación famosa y muy consumida en cumpleaños y domingos, es una sopa de pollo normal, con la diferencia que la carne de gallina proviene de Gallinas criadas por las mismas personas y no por granjas.
• Pan: En La Labor se preparan diferentes tipos de pan para acompañar el café, entre ellos están la Quedadilla, Totopostes y Rosquillas.
• Café: Al ser su principal producción, el café también es altamente consumido en el municipio principalmente en el desayuno y en la tarde.

## División Política
Aldeas: 8 (2013)
Caseríos: 44 (2013)
| Código | Aldea          |
| ------ | -------------- |
| 140701 | La Labor       |
| 140702 | El Ingenio     |
| 140703 | El Rosario     |
| 140704 | Llano Largo    |
| 140705 | Montepeque     |
| 140706 | Pashapa        |
| 140707 | Santa Efigenia |
| 140708 | Santa Lucía    |

## Población
Según datos del Instituto Nacional de Estadística de Honduras, en La Labor viven unas 10,366 personas, donde 5,144 son hombres y unas 5,222 son mujeres, unos 3,899 viven en el área urbana mientras que unas 3,648 viven en áreas rurales.

## Servicios
La Labor cuenta con varios servicios como provistos tanto como por el gobierno como por organizaciones privadas.

### Salud
El Municipio cuenta con varios centros de salud públicos y privados.
El más importante es el centro de Salud que se encuentra en el casco urbano con distintas especialidades para toda la población y contando con una ambulancia.
También cuenta con un centro psicológico para la salud mental de La Labor.

### Seguridad
El Municipio cuenta con una posta de la Policía Nacional de Honduras brindando seguridad a la población.

### Justicia
El municipio cuenta con un juzgado para brindar justicia y resolver los problemas legales de la población.

### Gobierno
La Municipalidad de La Labor brinda una representación del municipio en diversos sectores de diplomacia. Es la que toma decisiones y maneja el progreso para el municipio.
También se cuenta con el Registro Nacional de las Personas para asuntos legales.

### Correo
Hay una oficina de Correos en La Labor manejada por el Correo de Honduras.

### Transporte
El Municipio cuenta con servicio de taxis para el transporte interno en el caso urbano.
Cuenta con una parada de autobuses Interurbanos donde los autobuses provenientes de Nueva Ocotepeque con rumbo a diferentes ciudades como Santa Rosa de Copán o Tegucigalpa paren y la población pueda viajar a otros sitios.
Hay conexiones directas en autobús a diferentes aldeas del municipio y a la ciudad de San Marcos.

## Educación
La Labor cuenta con varios centros de educación en todo el municipio, los más importantes son:
• Centro de Educación Básica El Adelanto: Fundado en 1912. Siendo este el primer y más antiguo centro de educación, ofreciendo los grados básicos de 1ro a 6to.
• Centro de Educación Básica Profesor Daniel Morales Pinto: Fundado en el 2002, El C.E.B Daniel Morales, en el Barrio La Mesa  alivia la demanda de educación básica en el municipio contando de educación de 1er a 6to grado. El Centro moderniza y crea progreso en el municipio al contar ahora con 2 Centros de educación básica para los Jóvenes.
• Instituto Doctor Esteban Mendoza: Fundado en 1978, es la maxima institución de educación en el municipio, contando con continuidad de 7mo a 10mo grado y generando la posibilidad a los jóvenes de acceder a una universidad y de estudiar una carrera en el mismo instituto ofreciendo las carreras de Ciencias y Humanidades, Informatica y Contaduria y Finanzas.

## Religión
La Religión predominante es el Catolicismo, aunque buena parte de la población es Cristiana.

## Infraestructura
La infraestructura de La Labor es una combinación de arquitectura colonial y Moderna. Se han construido edificios modernos en las zonas de la carretera internacional ca-4 y en diferentes barrios del municipio, aunque en las zonas centrales aún hay construcciones antiguas.

## Turismo

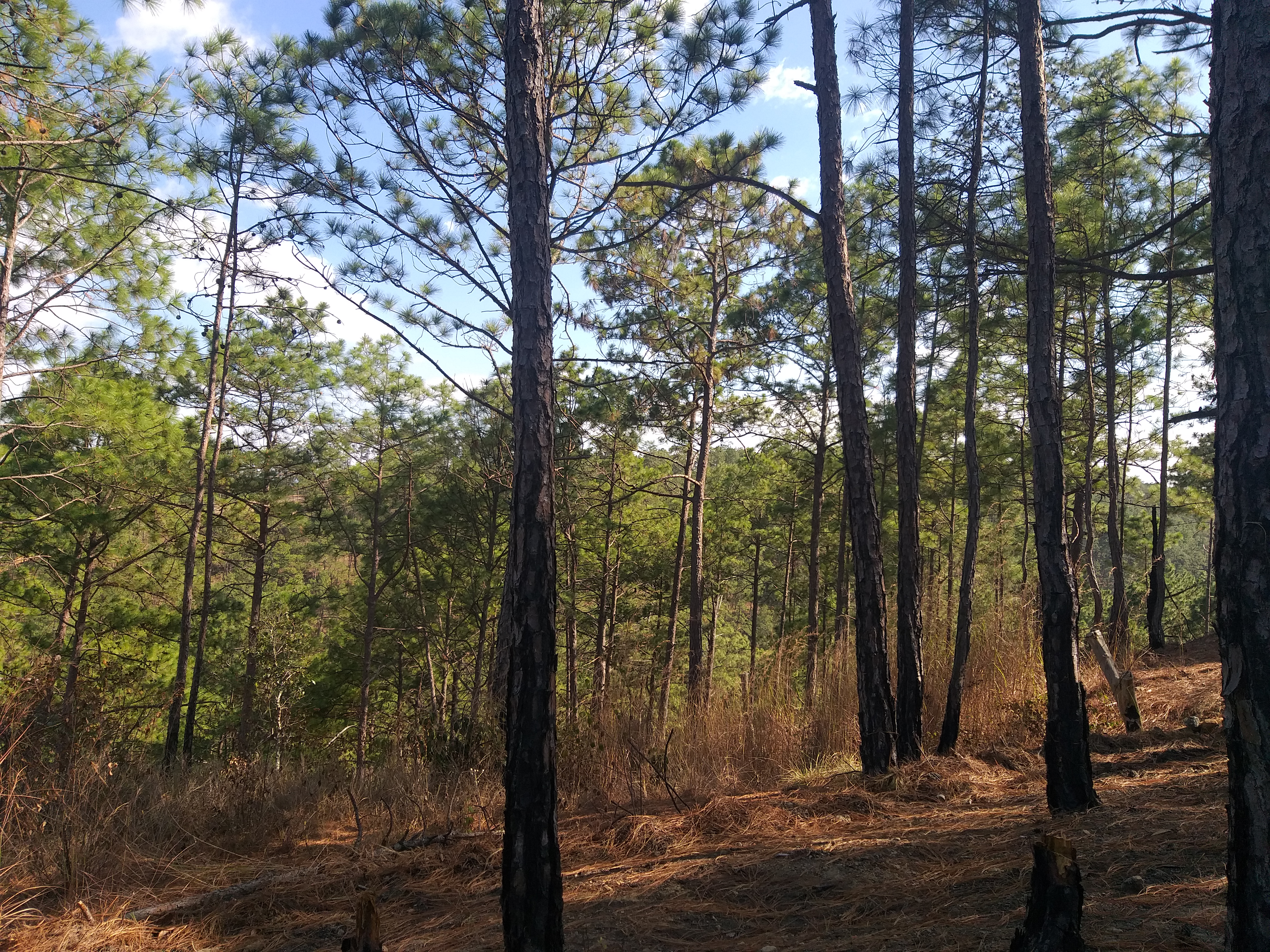
Bosque De Pinos En La Labor

La Labor es un lugar muy turístico, cuenta con varios atractivos naturales e históricos como pueden ser:

### Cascada Llano Largo
Una Cascada ubicada a poco Más de un kilómetro del centro de La Labor, en la comunidad de Llano Largo.

### Mina de Yeso
Una cueva natural donde se extraía el mineral de Yeso, actualmente ya no se extrae, pero se pueden encontrar fragmentos de minerales en el lugar.

### Cuevas
En el lugar hay diferentes cuevas que han sido explotadas para extraer sus minerales como el oro, actualmente se puede disfrutar explorandolas.

### Hornos Antiguos
Se encuentran ubicados a la orilla de la calle que conduce desde la comunidad de Llano Largo hasta la cascada, se utilizaban para fundir los minerales que se extraían en la zona, actualmente se pueden visitar y conocer la historia hacia los principios del municipio.

### Poza Azul
Una Laguna incrustada en una colina con tonalidades azules llena de leyendas, se puede visitar yéndose en dirección a la cascada, se puede nadar pero con permisos especiales y con sumo cuidado.

### Bosque Las Pilas y Quebradas
Ideales para dar un paseo o caminata y conectarse con la naturaleza, lleno de Pinos se pueden apreciar diferentes tipos de animales y plantas, ideal para los amantes de la naturaleza.

### Casa De La Cultura
Es un edificio colonial donde se puede aprender la historia del municipio y observar la exposición de objetos y fotografías antiguas donde se puede conocer la vida cotidiana antigua.

### Rios
Ideal para darse un baño en dias de verano, La Labor cuenta con varios afluentes naturales, sus dos rios más importantes son el Rio Idolo o Viejo, siendo este el rio donde se ubica la cascada, y el Rio Potrero, el rio más grande cercano al casco urbano, ideal para pesca y baño.

### Reserva Güisayote
La Labor se encuentra una parte de la Reserva Güisayote, donde se pueden encontrar diversas especies de fauna y flora, ideal para los amantes de la naturaleza y para los que desean relajarse.

## Economía
La Economía en La Labor es variada, cuenta con negocios de diferentes comercios que van desde venta de ropas, verduras y restaurantes hasta proveedores de cable de televisión e Internet.
Pero sus principales actividades económicas son el turismo y la agricultura.
En La Labor se siembran diferentes tipos de granos básicos como el Maiz y el Frijol, variedades de verduras como Patastes, Cebolla o Zanahoria. Pero su producto más importante es el café, La Labor cuenta con varias Cooperativas y Beneficios especializados en el café como COCAFELOL o AMPROCAL, que apoyan a los pequeños empresarios y productores de café exportando sus productos y generando ganancias para ellos.

## Deportes
La Labor cuenta con un campo de fútbol donde se encuentra una academia para jóvenes llamada Club Atlético Laboreño.